# صموئيل اندروز
صموئيل اندروز (بالإنجليزية: Samuel Andrews)‏ هو كيميائي أمريكي، ولد في 10 فبراير 1836 في Oaksey ‏ في المملكة المتحدة، وتوفي في 15 أبريل 1904 في اتلانتيك سيتي في الولايات المتحدة.